# Thomaskirche (Düsseldorf-Reisholz)

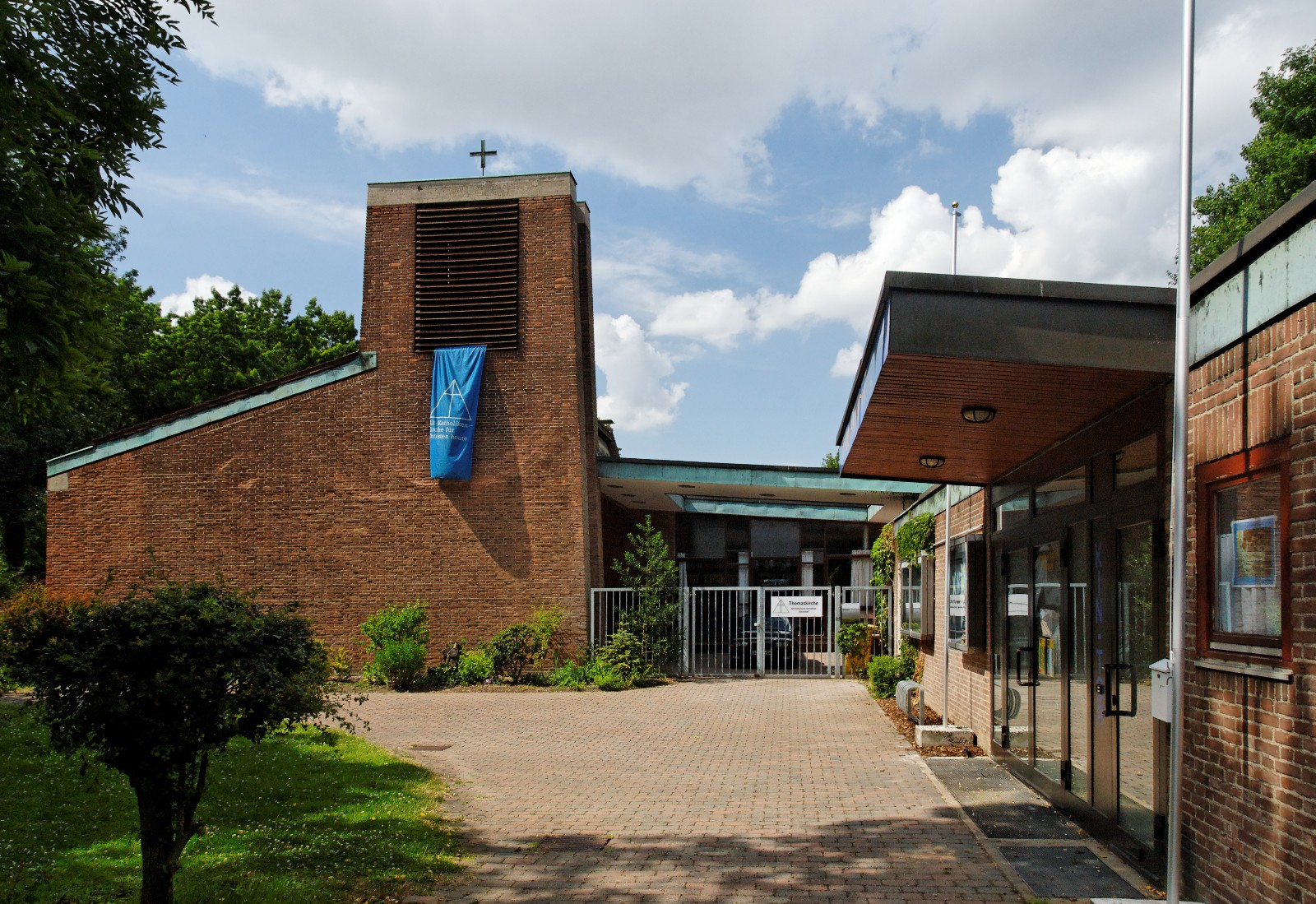
Die ehemalige evangelische Klarenbach-Kapelle, heute Thomaskirche

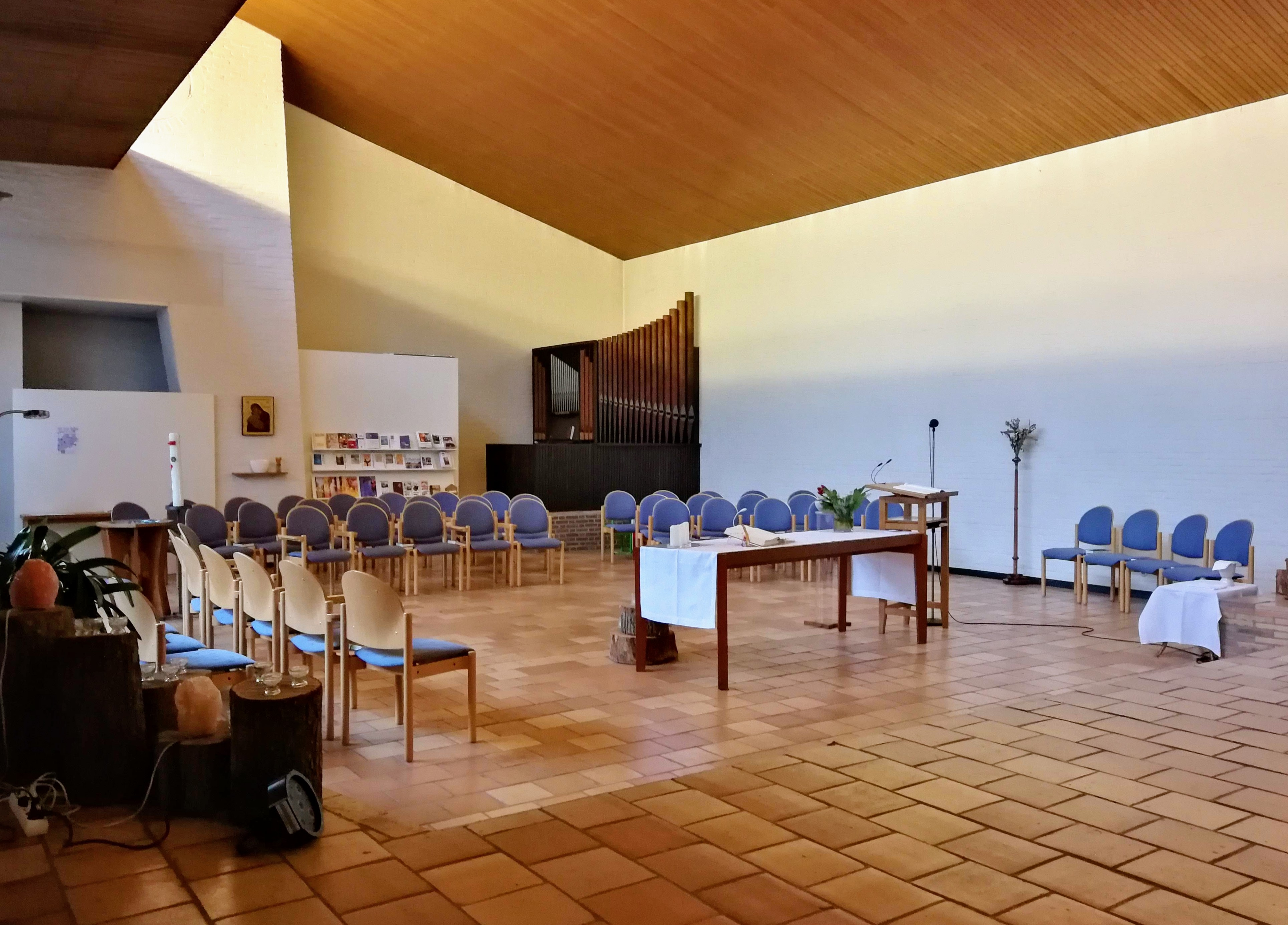
Innenansicht (2019)

Die Thomaskirche (ehemals Evangelische Klarenbach-Kapelle) an der Aschaffenburger Straße 8 in Düsseldorf-Reisholz wurde 1957/1958 nach Plänen von Walter Köngeter und Ernst Petersen erbaut. Bei der Einweihung wurde sie nach Adolf Klarenbach benannt, dem ersten evangelischen Märtyrer im Rheinland. Sie diente der Gemeindearbeit im Bezirk II (Reisholz) der Evangelischen Kirchengemeinde Düsseldorf-Holthausen. 1963/1964 wurden ein Gemeindezentrum angebaut und Umbauten durchgeführt. 1996 wurden Klarenbachkapelle, Pfarrhaus und Gemeindezentrum in die Denkmalliste der Stadt Düsseldorf eingetragen.
2007 kaufte die Alt-Katholische Gemeinde Düsseldorf, die schon seit 2004 gastweise in der Kapelle Gottesdienste gefeiert hatte, die Klarenbachkapelle mit Gemeinderaum und Pfarrhaus (ohne Gemeindezentrum). Nach einer Umgestaltung des Kirchenraumes wurde die Kirche unter dem neuen Namen Thomaskirche 2008 durch Bischof Joachim Vobbe geweiht.
Neben der Kapelle befinden sich Pfarrräume und ein Gemeindesaal um einen Innenhof, der nach Süden hin geöffnet ist. Die Kapelle ist auf einem längsrechteckigen Grundriss erbaut worden. Statt der üblichen Ausrichtung eines Sakralraums nach Osten wurde die Kapelle in der Nord-Süd-Achse angelegt. Ein Betonglasfenster von E. O. Köpke schmückt die Westwand an der leicht erhöhten Altarzone. Die Orgel wurde 1959 von Willi Peter als Werk mit 6,5 Registern auf einem Manual und Pedal erbaut. Die Hofseite der Kapelle erhielt eine gerasterte Glaswand mit Portal. An der Südostseite befindet sich ein Turm, der durch Lamellen gegliedert wird.